# 黃綃蝶屬
黃綃蝶屬（學名：Athesis）是蛺蝶科斑蝶亞科綃蝶族中的一個屬。物種罕見，分佈於亞馬遜盆地以北，委內瑞拉至秘魯一帶。。

## 物種
- 羅綃蝶 Athesis acrisione
- 黃綃蝶 Athesis clearista
- Athesis vitrala